# ناحیه الین، شهرستان پاپ، آرکانزاس
ناحیه الین (به انگلیسی: Allen Township) یک منطقهٔ مسکونی در ایالات متحده آمریکا است که در آرکانزاس واقع شده‌است.

## خصوصیات
ناحیه الین ۳۶۷٫۹ متر بالاتر از سطح دریا واقع شده‌است.